# VEDA
VEDA (slovensky VEDA, vydavateľstvo Slovenskej akadémie vied, v letech 1943–1953 Vydavateľstvo Slovenskej akadémie vied a umení, v letech 1953–1973 Vydavateľstvo Slovenskej akadémie vied) je účelové nakladatelství Slovenské akademie věd, které „publikuje nejvýznamnější výsledky vědeckovýzkumné činnosti ve vědách o neživé a živé přírodě i v oblasti společenských věd.“

## Historie
VEDA vznikla původně v roce 1943 jako součást Slovenské akademie věd a umění. Od roku 1953 se datuje oficiální vznik pod názvem „Vydavateľstvo Slovenskej akadémie vied“. Během prvních let své existence se Veda zaměřovala zejména na společenské vědy, postupně rostl podíl přírodních a vědeckých titulů. Od 2. července 1973 se název změnil na „VEDA, vydavateľstvo Slovenskej akadémie vied“. V osmdesátých letech 20. století Veda vydávala ročně kolem 75-80 titulů. Za období 1953 až 1980 to představuje 2116 knižních titulů a celkový náklad 4,102 milionu kusů. Do roku 2004 se počet knih zvýšil na téměř 3500 a do roku 2014 na více než 5000.
V roce 2000 se Veda sloučila s organizací „Polygrafia vedeckej literatúry a časopisov SAV“.

## Významná díla
výběr
- Slovník súčasného slovenského jazyka
- Historický slovník slovenského jazyka
- Synonymický slovník slovenčiny
- Encyklopédia Slovenska
- Encyklopédia ľudovej kultúry Slovenska
- Encyclopaedia Beliana
- Slovník slovenských nárečí